# Březejc
Březejc (v místním nářečí Březéc, německy Bschesetz) je obec v okrese Žďár nad Sázavou v Kraji Vysočina. Nachází se asi sedm kilometrů východně od města Velké Meziříčí. Žije zde 157 obyvatel.

## Název
Nejstarší doložená podoba jména vesnice je Březíce (středního rodu), což byla zdrobnělina od Březí (též středního rodu). Nářečním hláskovým vývojem vznikla podoba Březejce (poprvé doloženo 1555), která byla následně chápána jako druhý pád tvaru Březejc. V 19. století bylo jméno upravováno na Březejice a Březí, tyto tvary se však nevžily.

## Historie
První písemná zmínka o vesnici pochází z roku 1371 jako Brzesye, kdy ji majitel meziříčského panství Jan mladší z Meziříčí daroval své ženě Kateřině jako věno.

## Obyvatelstvo
| Rok            | 1869 | 1880 | 1890 | 1900 | 1910 | 1921 | 1930 | 1950 | 1961 | 1970 | 1980 | 1991 | 2001 | 2011 | 2021 |
| -------------- | ---- | ---- | ---- | ---- | ---- | ---- | ---- | ---- | ---- | ---- | ---- | ---- | ---- | ---- | ---- |
| Počet obyvatel | 186  | 171  | 185  | 181  | 199  | 194  | 176  | 139  | 153  | 144  | 142  | 142  | 137  | 142  | 150  |
| Počet domů     | 35   | 35   | 35   | 35   | 38   | 36   | 35   | 38   | 34   | 33   | 41   | 46   | 48   | 54   | 61   |

## Obecní správa a politika
Mezi lety 1869–1880 Březejc byla jako osada obce k Rudě v okrese Velké Meziříčí. V letech 1890–1980 byla obcí v okrese Velké Meziříčí (1890–1950) a později v okrese Žďár nad Sázavou. Od 1. července 1980 do 31. prosince 1991 patřila jako část města k Velkému Meziříčí a od 1. ledna 1992 je opět samostatnou obcí.

### Politika
V letech 2006–2010 působil jako starosta Josef Krejčí, od roku 2010 tuto funkci vykonává Eva Rosová.

### Obecní symboly
Znak a vlajka byly obci uděleny rozhodnutím předsedkyně Poslanecké sněmovny Parlamentu České republiky dne 26. května 2011.

## Školství
Roku 1911 byla v Březejci postavena jednotřídá škola. Provoz školy byl ukončen pro nedostatek žáků v roce 1976 a měla být přestavěna na školu mateřskou, z čehož však následně sešlo.

## Doprava
Obcí prochází hlavní silnice z Velkého Meziříčí do Ořechova. Přímé silniční spojení má Březejc s Ronovem, Dolními Radslavicemi, Jabloňovem, Kúsky a Sviny. Od roku 1951 zajíždí do vsi autobus, v současnosti jde o linky Velké Meziříčí–Osová Bítýška a Velké Meziříčí–Křoví. Březejcí prochází také cyklotrasa 5242 z Netína do Osové Bítýšky.

## Pamětihodnosti
- kaple na návsi
- kříž u čp. 37

## Galerie

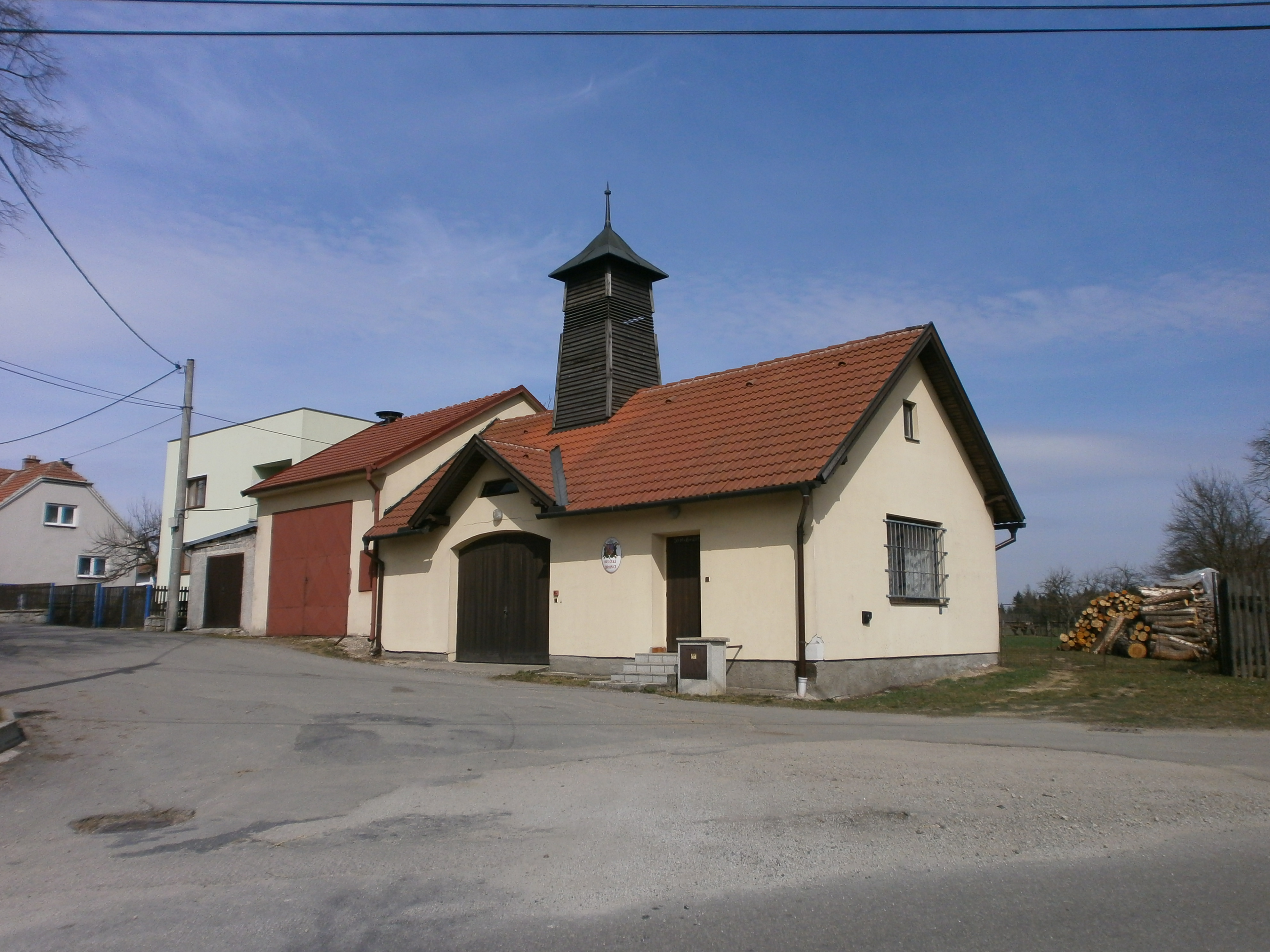
Hasičská zbrojnice
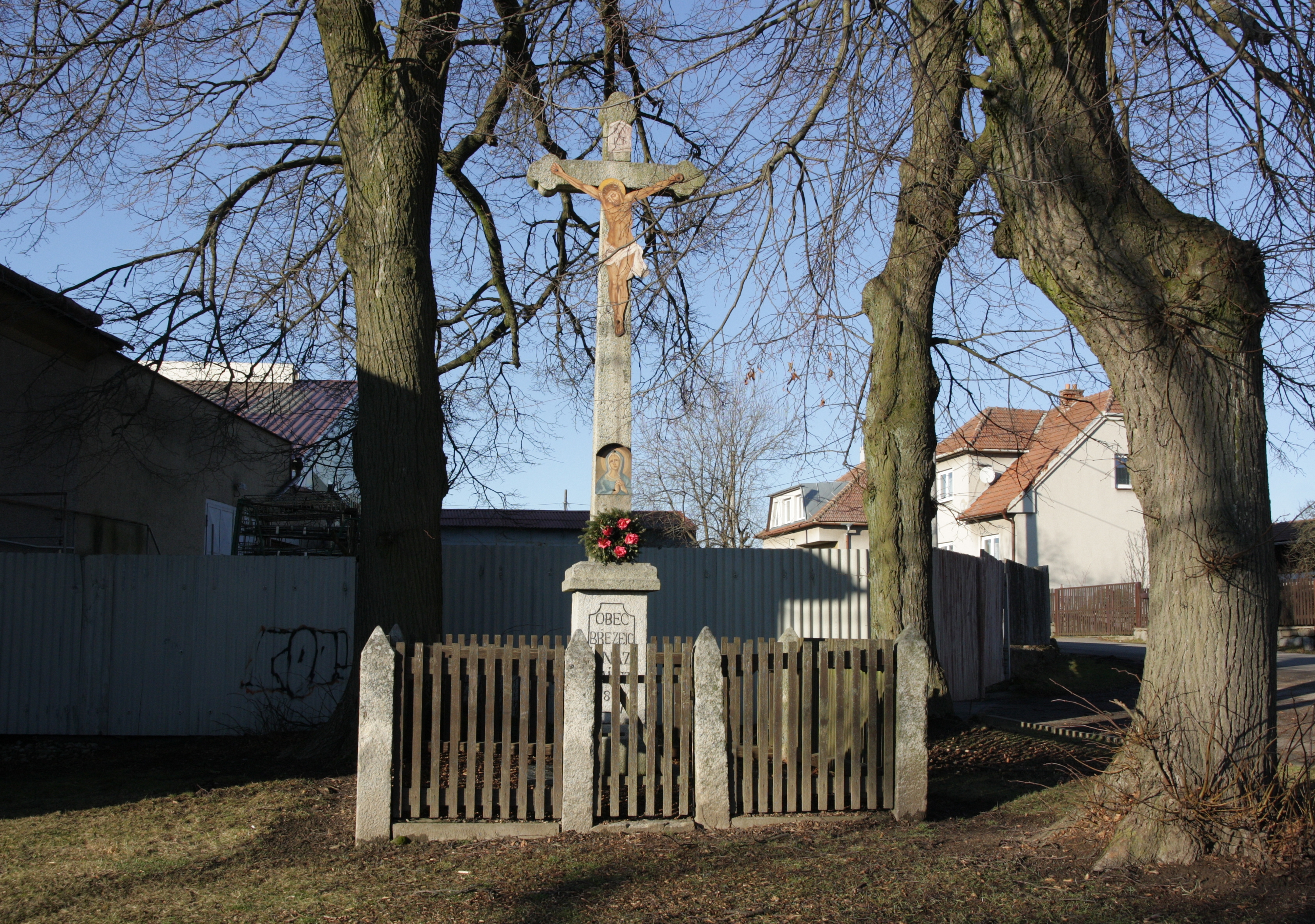
Kříž u čp. 37
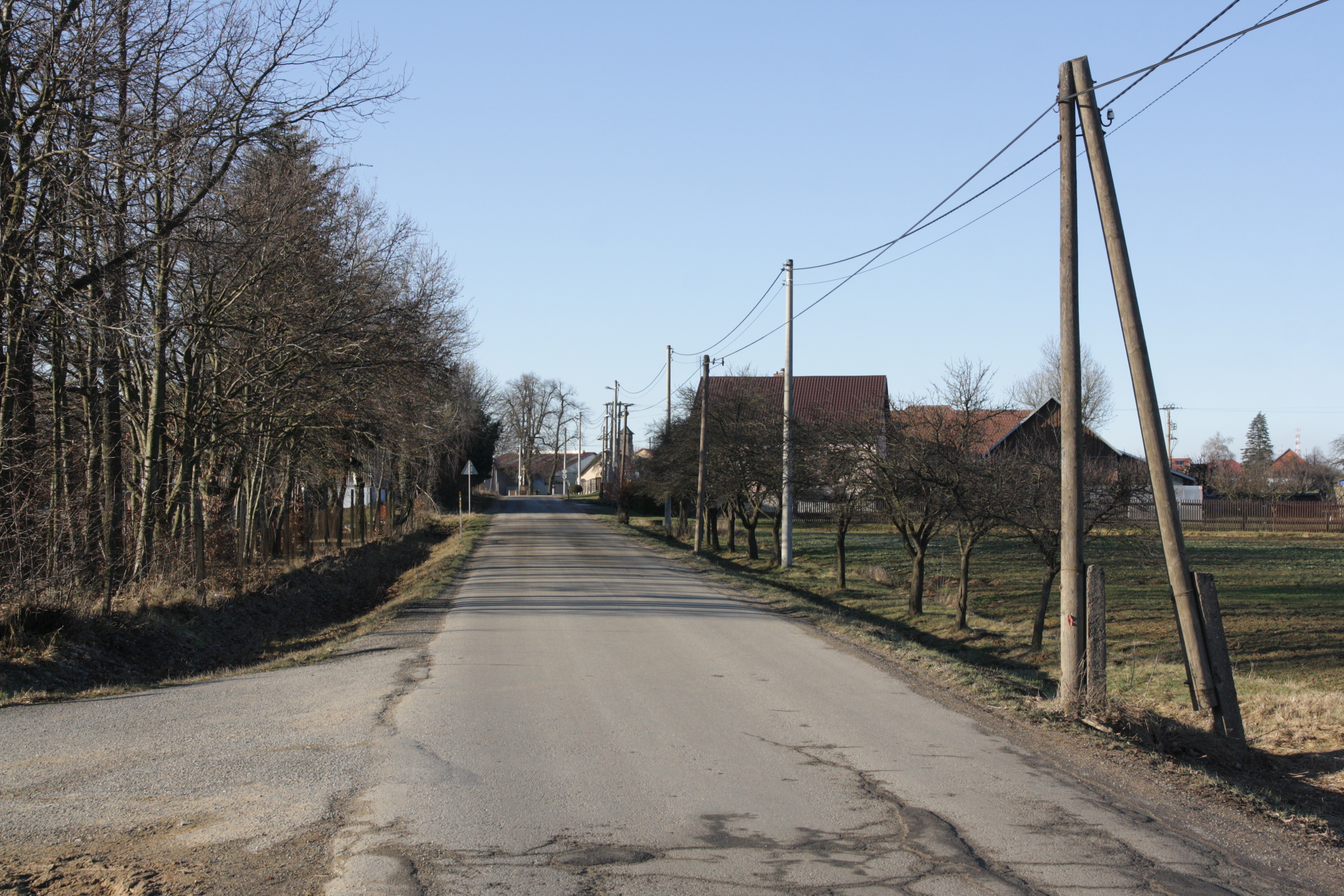
Východní okraj
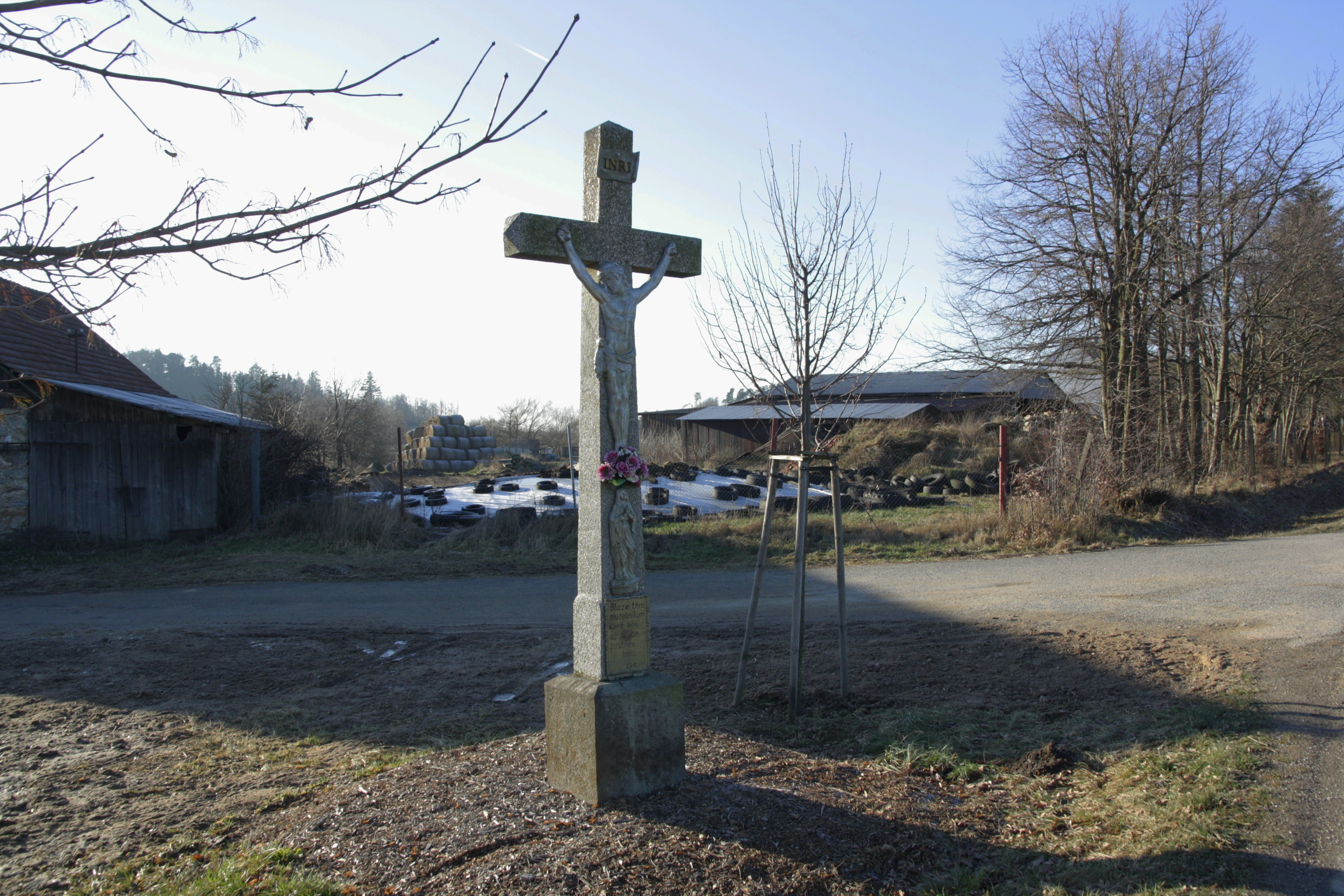
Kříž ve východní části